# Cubocephalus semirufus
Cubocephalus semirufus là một loài tò vò trong họ Ichneumonidae.